# Артур Альбрехт
Вільгельм Артур Альбрехт (нім. Wilhelm Artur Albrecht; 15 грудня 1903, Пенціґ, Німецька імперія — 21 травня 1952, Нідерланди) — гауптштурмфюрер СС, співробітник гестапо (1935) і СД.

## Біографія
До Другої світової війни служив у поліції, член СС (особистий номер 272 617).
У вересні 1944 року призначений керівником СД у провінція Фріландія (штаб-квартира у Леувардені). Завданням Альбрехта було підтримання порядку у провінції. Брав участь у стратах і катуваннях підозрюваних, відповідальний за вбивства десятків в'язнів — в більшості випадків страти були відповіддю на діяльність руху Опору.
5 травня 1945 року заарештований. Разом із Андрісом Пітерсом засуджений до смертної кари спеціальним судом Леувардена. 21 травня 1952 року Пітерс і Альбрехт були страчені — це було останнє виконання смертного вироку у Нідерландах.

## Нагороди[2]
- Медаль «За вислугу років у поліції» 3-го і 2-го ступеня (18 років)
- Медаль «У пам'ять 1 жовтня 1938»
- Хрест Воєнних заслуг 2-го класу з мечами